# Église Saint-Benoît de Walschbronn
L'église Saint-Benoît se situe dans la commune française de Walschbronn et le département de la Moselle.

## Histoire
Le village de Walschbronn a été à la tête d'une très grande paroisse, regroupant une vingtaine d'annexes jusqu'à la Révolution. Depuis 1802, elle est passée dans l'archiprêtré de Volmunster, avec ses annexes de Dorst et Waldhouse.

## Édifice

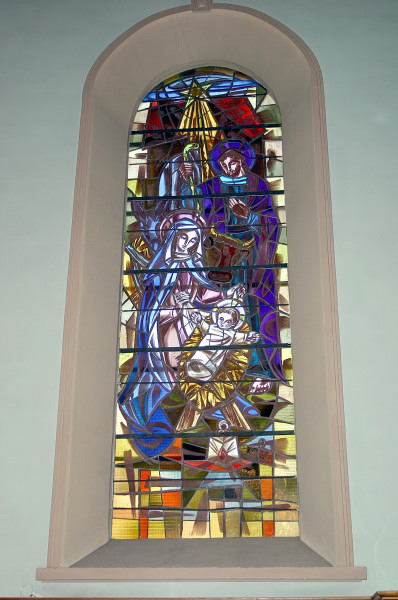
Vitrail de l'église.

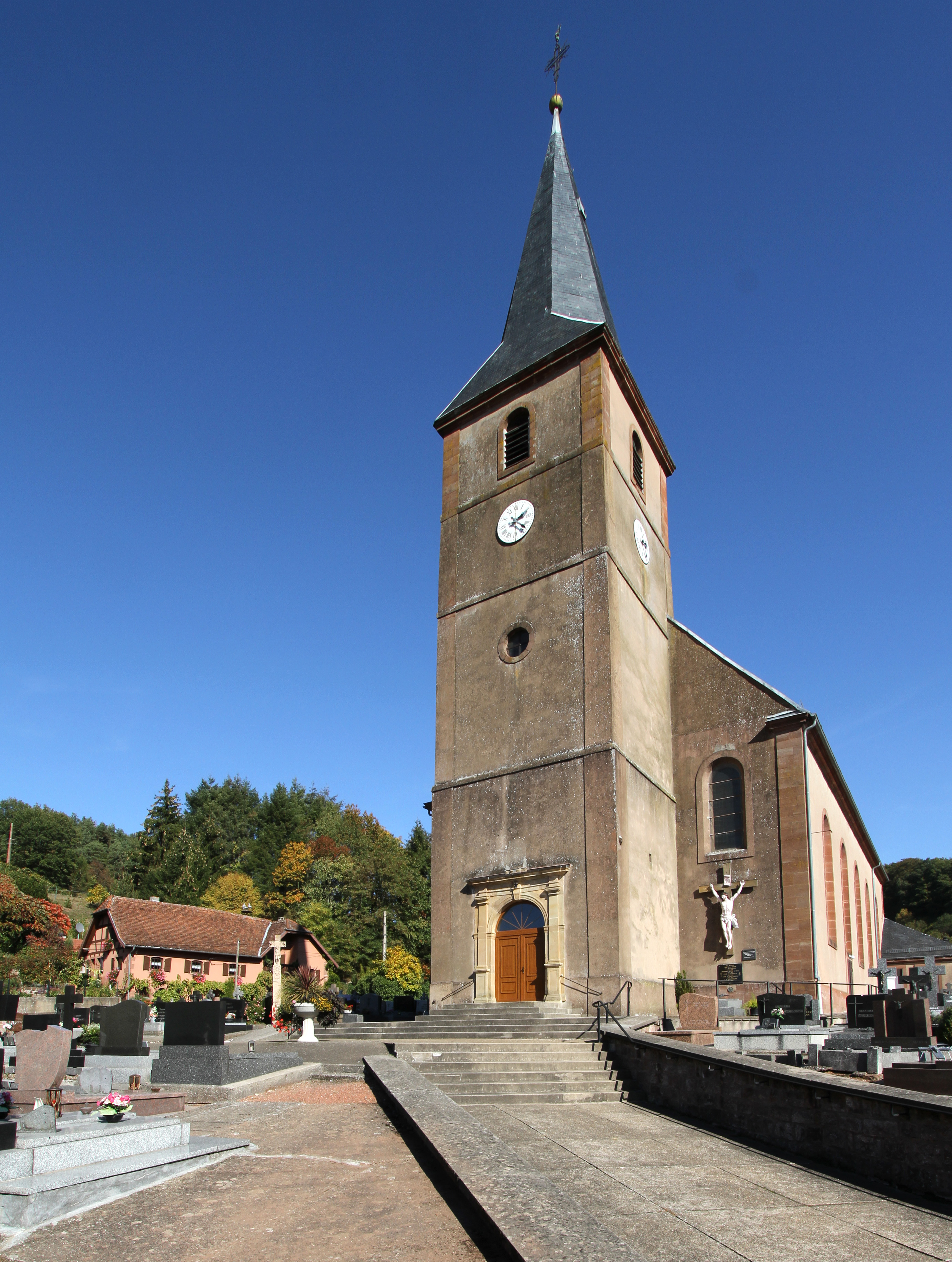
La façade et le clocher de l'église.

L'église, dédiée à saint Benoît de Nursie et devenue insuffisante, est détruite en 1754 et reconstruite en 1785. La tour-clocher hors-œuvre en façade, datée 1754, est conservée à cette époque mais exhaussée aux frais des paroissiens. De même, ils font construire la sacristie, un ossuaire et mettent en état les murs et les portes du cimetière. Endommagée pendant la Seconde Guerre mondiale, l'église est restaurée par la suite. Il s'agit d'un édifice à plan allongé à chevet polygonal, de type église-grange, comportant une flèche polygonale. Ses dimensions actuelles sont de 43m de longueur, 14m de largeur et 9,5m de hauteur.
Le clocher a une hauteur de 33m, il abrite 4 cloches nénies le 18 décembre 1949. Fondues par la maison Blanchet de Bagnolet (Seine).
1- MARIE-JOSEPH - 1 250kg - et sonne le mi b. - Parrains : tous les pères et mères de famille de Walschbronn-Waldhouse-Dorst.
2- JEANNE D'ARC - 780kg - et sonne le sol b. - Marraines : toutes les jeunes filles de Walschbronn-Waldhouse-Dorst.
3-BENOÎT - 543kg - et sonne le la b. - Parrains : tous les jeunes gens de Walschbronn-Waldhouse-Dorst.
4- MICHEL - 400kg - et sonne le si b. - Parrains et marraines : tous les enfants des écoles de Walschbronn-Waldhouse.
L'orgue fut béni le 21 octobre 1956. Maison Haerpfer-Ehrman de Boulay. Une restauration et révision complète a eu lieu en 2007 par ces mêmes établissements.
Le maître-autel en marbre blanc et le retable œuvre de Rémy-Edouard Jacquemin, architecte à Metz, datent de 1898. Son poids est de 12 tonnes. Autel et église furent consacrés le 23 juin 1899 par Monseigneur Charles Marbach, évêque titulaire de Paphius et coadjuteur de l'évêque de Strasbourg, M. l'abbé Joseph Jung étant curé de Walschbronn. L'autel contient des reliques de saint Benoît, titulaire de l'église et patron de la paroisse. Les fonts baptismaux datent du XVIIIe siècle. Les autels latéraux, de la Vierge Marie et de saint Joseph, ont été remplacés en aout 1998, avec bénédiction le 20 septembre 1998. Autels en chêne sculptés, œuvre  des Ets Reiser de Soucht. Le nouvel autel face au peuple est aussi une réalisation des Ets Reiser. Il est béni le 27 juin 1999.
Les vitraux, représentant la Présentation, l'Annonciation, la Nativité, l'Assomption, la parabole de la Samaritaine, les noces de Cana, l'agonie du Christ, le mont des Oliviers, l'Ascension, sainte Bernadette et sainte Marguerite-Marie Alacoque. Ils sont l'œuvre de l'artiste Bassinot de Nancy et datent du milieu du XXe siècle. Une phase de réparation des vitraux a été faite en 2011 par l'atelier Bassinot Hervé Frères.
Un calice en argent doré à pied polylobé, datant du XVIe siècle, nœud aplati orné de boutons saillants interrompus et coupe très évasée, est conservé à l'église. Le décor ciselé, représentant des fenestrages gothiques et des quatre feuilles, se limite au nœud et à la tige. Sur le bord du pied, une inscription énigmatique porte le nom du frère Henri Mosheim et la date 1054, peut-être une inversion des chiffres pour 1504.